# Great Glennie Island
Great Glennie Island è un'isola di granito situata nello stretto di Bass, a sud-ovest del Wilsons Promontory, nello stato di Victoria, in Australia. L'isola è la maggiore del Glennie Group, di cui fanno parte Dannevig Island, Citadel Island e McHugh Island, situate tutte a sud di Great Glennie.
L'isola fa parte della Wilsons Promontory Islands Important Bird Area, identificata come tale da BirdLife International per la sua importanza nella riproduzione degli uccelli marini. Le isole Glennie sono una riserva naturale, un santuario della fauna selvatica e nei mesi estivi vi nidificano migliaia di berta codacorta e di pinguino minore blu.
L'isola, lunga circa 3 km e larga 600 m, ha una superficie di circa 1,38 km² e un'altezza di 140 m. A nord, a circa 4,8 km si trova Norman Island, a sud-est Anser Island.

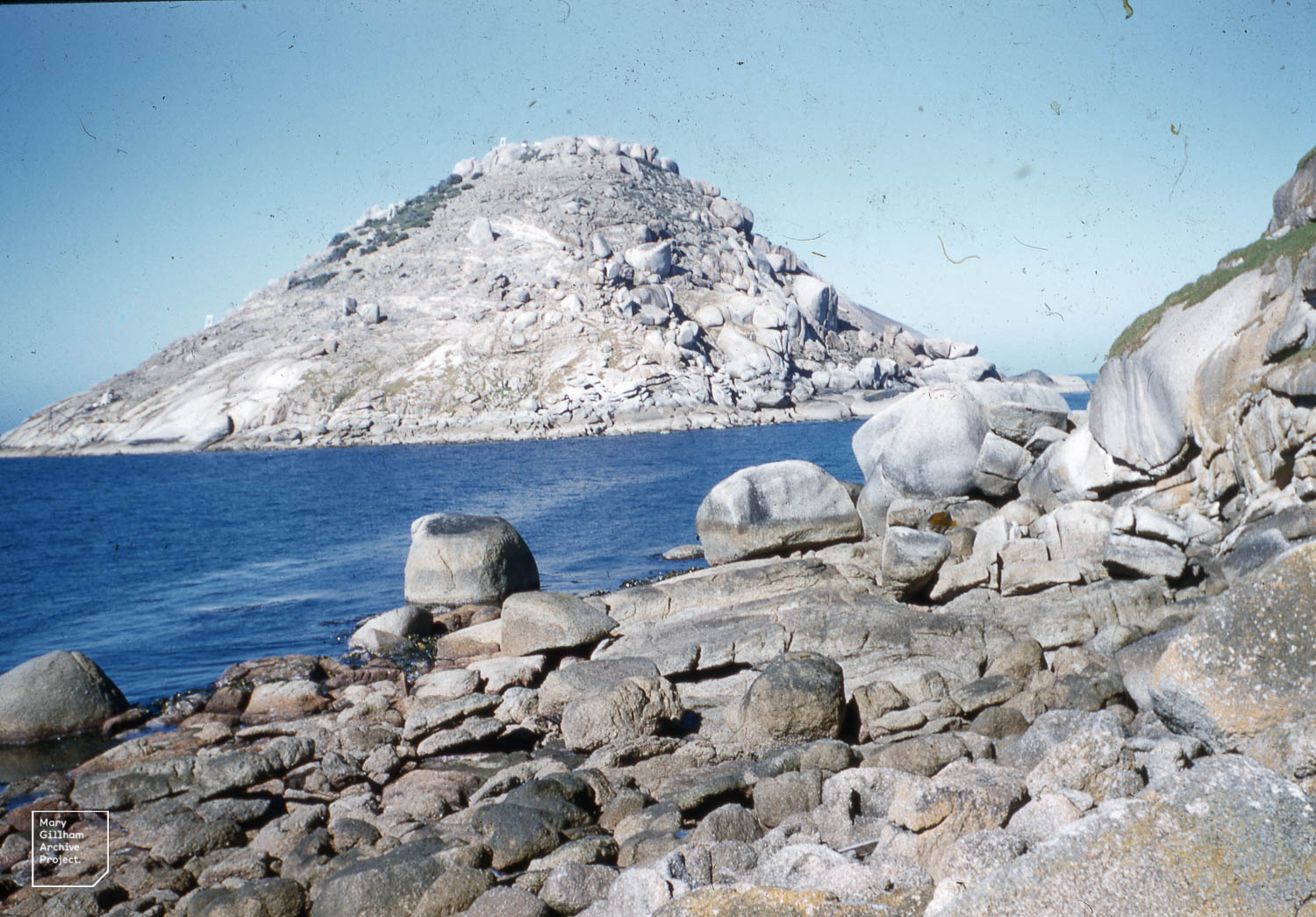
Citadel Island, una delle isole Glennie.

Il Glennie Group è stato nominato dall'esploratore britannico James Grant sulla HMS Lady Nelson nel dicembre del 1800 in onore di George Glennie, un amico londinese del capitano John Schank.